# Målskog
Målskog är en ort i Kulltorps socken i Gnosjö kommun, Jönköpings län. Fram till 2010 klassade SCB Målskog som en småort.